# La Baume-Cornillane
La Baume-Cornillane – miejscowość i gmina we Francji, w regionie Owernia-Rodan-Alpy, w departamencie Drôme.
Według danych na rok 1990 gminę zamieszkiwało 321 osób, a gęstość zaludnienia wynosiła 22 osób/km² (wśród 2880 gmin regionu Rodan-Alpy La Baume-Cornillane plasuje się na 1309. miejscu pod względem liczby ludności, natomiast pod względem powierzchni na miejscu 799.).